# Apatxesaure

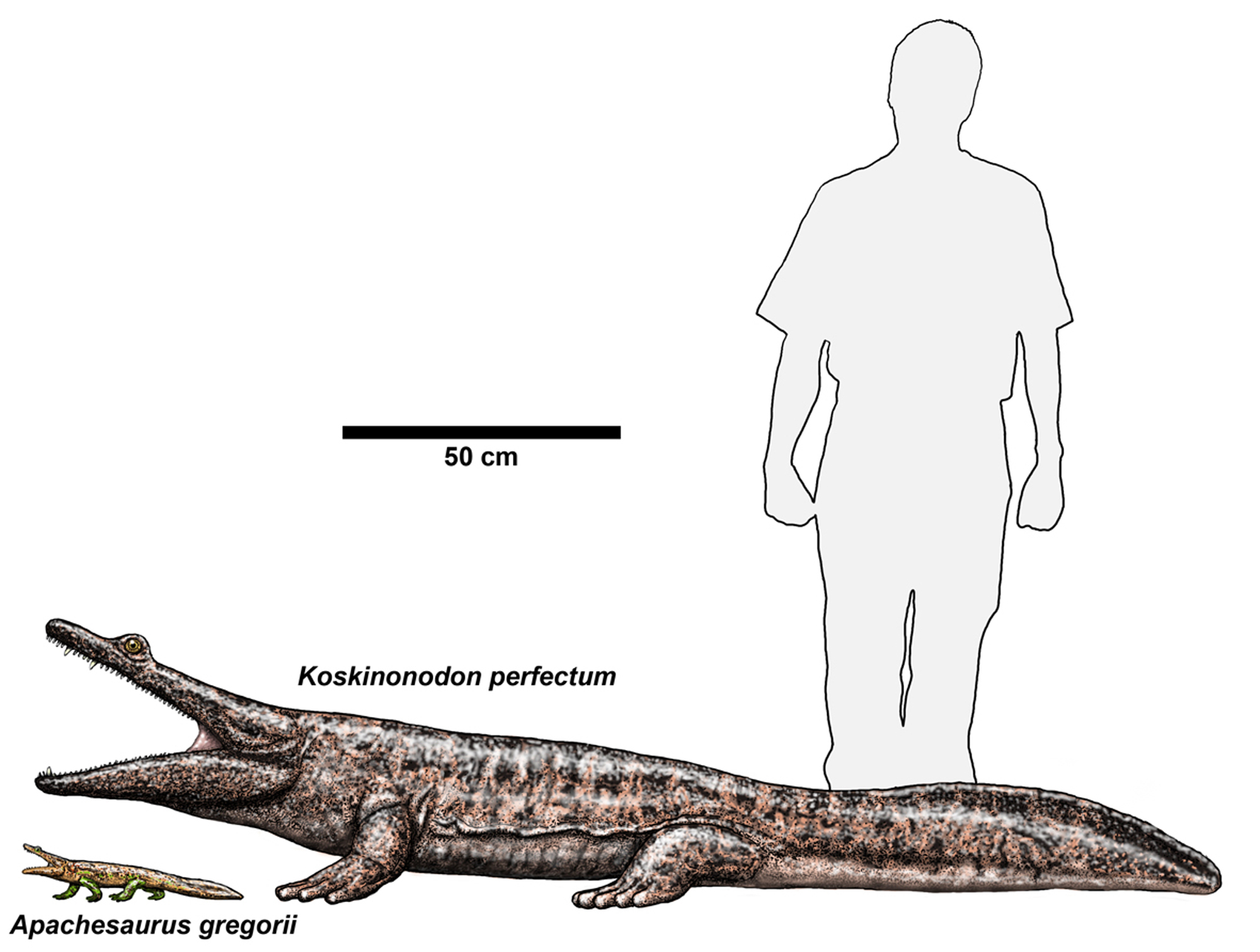
Koskinonodon perfectum i Apachesaurus gregorii comparats amb un humà.

L'apatxesaure (Apachesaurus) és un gènere extint d'amfibi temnospòndil que va viure al final del període Triàsic en el que avui és Estats Units.
L'Apatxesaurus mesurava al voltant de 43 centímetres de llarg. Sent el membre més petit de la família Metoposauridae, els ulls del Apatxesaurus estaven més endavant en el crani que els dels altres amfibis temnospòndils. S'han recol·lectat fòssils de Apatxesaurus principalment en els estats d'Arizona i Nou Mèxic.
L'espècie tipus és Apatxesaurus gregorii, descrita per A.P. Hunt l'any 1993.